# Boulogne-sur-Helpe
Boulogne-sur-Helpe és un municipi francès, situat a la regió dels Alts de França, al departament del Nord. L'any 2006 tenia 322 habitants. Es troba a 110 km de Lilla o Brussel·les, a 45 km de Valenciennes, Mons (B), a 7 km d'Avesnes-sur-Helpe i a 3 km d'Étroeungt o Cartignies.

## Demografia
| 1962                                       | 1968 | 1975 | 1982 | 1990 | 1999 |
| ------------------------------------------ | ---- | ---- | ---- | ---- | ---- |
| 368                                        | 387  | 346  | 315  | 319  | 317  |
| Des de 1962: població sense dobles comptes |      |      |      |      |      |

## Administració
| Període   | Identitat            | Partit |
| --------- | -------------------- | ------ |
| 1989-2008 | Jean-Pierre Roseleur |        |
| 2008-     | Bernard Duflos       |        |